# Ectatomminae
Sous-famille
Les Ectatomminae sont une sous-famille de fourmis.

## Liste des genres et tribus
Selon BioLib (28 juin 2022) :
- genre Canapone Dlussky, 1999 †
- genre Ectatomma Smith, 1858
- genre Electroponera W.M. Wheeler, 1915 †
- genre Gnamptogenys Roger, 1863
- genre Pseudectatomma Dlussky & Wedmann, 2012 †
- genre Rhytidoponera Mayr, 1862

Selon NCBI (28 juin 2022) :
- tribu Ectatommini
  - genre Alfaria
  - genre Ectatomma
  - genre Gnamptogenys
  - genre Holcoponera
  - genre Poneracantha
  - genre Rhytidoponera
  - genre Stictoponera
  - genre Typhlomyrmex
- tribu Heteroponerini
  - genre Acanthoponera
  - genre Boltonia
  - genre Heteroponera

Selon NCBI (28 juin 2022) :
- genre Acanthoponera
- genre Alfaria
- genre Boltonia
- genre Ectatomma
- genre Gnamptogenys
- genre Heteroponera
- genre Holcoponera
- genre Poneracantha
- genre Rhytidoponera
- genre Stictoponera
- genre Typhlomyrmex